# Hárs Éva
Hárs Éva (Veszprém, 1928. november 8. – Pécs, 2019. július 2. vagy előtte) magyar művészettörténész, muzeológus, a legismertebb Zsolnay-kutató. 1969-1983 között a pécsi Janus Pannonius Múzeum igazgatója volt. Nevéhez fűződik a Modern Magyar Képtár és a „Múzeum utca” megteremtése.

## Pályafutása
Tanulmányait 1947 és 1951 között Budapesten, az Eötvös Loránd Tudományegyetem művészettörténet–muzeológia szakán folytatta. 1970-ben kandidátusi fokozatot (CSc) szerzett, melyet a tudományos fokozatok rendszerének átalakításakor doktori (PhD) fokozattá minősítettek át. 1951-től a Múzeumok és Műemlékek Országos Központjában, illetve a Művelődési Minisztérium múzeumi főosztályán dolgozott. 1955–től a pécsi Janus Pannonius Múzeum művészeti osztályvezetője, majd 1969 és 1983 között a múzeum igazgatója, ezáltal a Baranyai Megyei Múzeumok Igazgatóságának vezetője is. 1957-ben hozta létre a pécsi Modern Magyar Képtárat.
Pécsre kerülésétől kezdve, több mint 60 éven keresztül kutatta a Zsolnay-gyár történetét, feldolgozta díszkerámia termelését. Létrehozott egy egyedülálló, mintegy 30 ezer adatos adatbázist. A témában megjelent publikációit több nyelvre lefordították. Feldolgozta a Kossuth-díjas Martyn Ferenc festőművész életművét, és megjelentette a teljes Martyn életmű-katalógust.

## Művei
- Csók - Koszta - Rudnay, Az én múzeumom. Budapest: Képzőművészeti Kiadó (1966)
- Martyn – kismonográfia, A művészet kiskönyvtára. Budapest: Corvina (1970)
- Martyn – kismonográfia, második, bővített kiadás, Budapest: Helikon (1999). ISBN 9632085930
- Mándoki László.  100 éves a Pécsi Porcelángyár (1970)
- A pécsi képzőművészet kistükre. Pécs: Jelenkor (1973)
- Martyn Ferenc. Budapest: Képzőművészeti Alap (1975). ISBN 9633360102
- Simon Béla, Mai Magyar Művészet. Budapest: Képzőművészeti Alap (1976). ISBN 9633360226
- Modern Magyar Képtár. Budapest: Corvina (1981). ISBN 9631308413 (angolul, 1981)
- Modern művészet a pécsi múzeumokban I–II., Az én múzeumom. Budapest: Képzőművészeti Kiadó (1983). ISBN 9633362598
- Vasarely – kismonográfia, A művészet kiskönyvtára. Budapest: Corvina (1983). ISBN 9631314103
- Vasarely – színes város. Budapest: Gondolat (1983)
- A Modern Magyar Képtár új szerzeményei – Különlenyomat a Janus Pannonius Múzeum Évkönyve XXVIII. (1983. évi) kötetéből.. Pécs: Janus Pannonius Múzeum (1984)
- Martyn Ferenc életmű-katalógusa. Somogy Megyei Múzeumok Igazgatósága (1985)
- Kolbe Mihály negyven rajza (1987)
- Zsolnay – Pécs. Budapest: Helikon (1996). ISBN 9632087429 (németül, angolul, 1997)
- Zsolnay kerámia. Pécs: Janus Pannonius Múzeum (1998)
- Martyn; Helikon, Bp., 1999
- Csenkey Éva, Weiler Árpád.  Zsolnay – A gyűjtők könyve. Budapest: Corvina (2003). ISBN 9789631352979 (angolul, 2003)
- Csenkey Éva, Gyugyi László.  Zsolnay aranykora. Pécs: Zsolnay Örökség Kezelő (2010). ISBN 9789630697682
- Csenkey Éva–Gyugyi László–Hárs Éva: Zsolnay aranykora. Gyugyi László gyűjteménye a nagyvilágból visszatér Pécsre; 2. bőv., átdolg. kiad.; Zsolnay Örökség Kezelő Nonprofit Kft., Pécs, 2012
- Csenkey Éva–Gyugyi László–Hárs Éva: Zsolnay aranykora. Gyugyi László gyűjteménye száz új tárggyal; 4. bőv., átdolg. kiad.; Zsolnay Örökségkezelő Nonprofit Kft.–Kossuth, Pécs–Bp., 2017 ISBN 9789630990578

## Díjak
- Móra Ferenc-emlékérem (1975)
- Pasteiner Gyula-emlékérem (1979)
- Munka Érdemrend arany fokozat (1983)
- Martyn Klára-díj (1984)
- Pécs Város Díja (1997)[5]
- Martyn Ferenc-díj (1999)
- Magyar Köztársaság Arany Érdemkereszt (2003)[6]

## További hivatkozások
- Bajkay, Éva (2018. 11). „A képtáralapító: Hárs Éva - 1. rész”. Jelenkor LXI. (11), 1269-1282. o. [2019. július 4-i dátummal az eredetiből archiválva]. ISSN 0447-6425. (Hozzáférés: 2019. július 4.)
- Bajkay, Éva (2018. 12). „A képtáralapító: Hárs Éva - 2. rész”. Jelenkor LXI. (12), 1489-1498. o. [2019. július 4-i dátummal az eredetiből archiválva]. ISSN 0447-6425. (Hozzáférés: 2019. július 4.)
- Csenkey, Éva (2018. 11). „Hárs Éva és a Zsolnay-örökség”. Jelenkor LXI. (11), 1283-1288. o. [2019. július 4-i dátummal az eredetiből archiválva]. ISSN 0447-6425. (Hozzáférés: 2019. július 4.)
- Aknai, Tamás (2018. 11). „Emlékeim Hárs Éváról”. Jelenkor LXI. (11), 1289-1293. o. [2019. július 4-i dátummal az eredetiből archiválva]. ISSN 0447-6425. (Hozzáférés: 2019. július 4.)